# 퀴어종려상
퀴어종려상(Queer Palm)은 칸 영화제의 독립단체상으로, 2010년부터 시상된 상이다. LGBT 소재를 다룬 공식부문, 주목할 만한 시선, 감독주간, 국제비평가주간, ACID 섹션 초청작이 수상 대상이다.

## 수상작

### 장편
| 연도 | 제목 원제                                              | 감독              | 국가                       |
| ---- | ------------------------------------------------------ | ----------------- | -------------------------- |
| 2010 | 카붐 Kaboom                                            | 그레그 아라키     | 미국 / 프랑스              |
| 2011 | 뷰티 Skoonheid                                         | 올리버 헤르마누스 | 남아프리카 공화국 / 프랑스 |
| 2012 | 로렌스 애니웨이 Laurence Anyways                       | 그자비에 돌란     | 캐나다                     |
| 2013 | 호수의 이방인 L'Inconnu du lac                         | 알랭 기로디       | 프랑스                     |
| 2014 | 런던 프라이드 London Pride                             | 매슈 워처스       | 영국                       |
| 2015 | 캐롤 Carol                                             | 토드 헤인스       | 미국                       |
| 2016 | 테레즈의 삶 Les Vies de Thérèse                        | 세바스찬 리프쉬츠 | 프랑스                     |
| 2017 | 120BPM 120 battements par minute                       | 로뱅 캉피요       | 프랑스                     |
| 2018 | 걸 Girl                                                | 루카스 돈트       | 벨기에                     |
| 2019 | 타오르는 여인의 초상 Portrait de la jeune fille en feu | 셀린 시아마       | 프랑스                     |
| 2020 | 코로나19 범유행으로 개최 취소                          |                   |                            |
| 2021 | 균열 La Fracture                                       | 카트린 코르시니   | 프랑스                     |
| 2022 | 조이랜드 Joyland                                       | 사임 사디끄       | 파키스탄                   |
| 2023 | 괴물 Monster                                           | 고레에다 히로카즈 | 일본                       |
| 2024 | Three Kilometres to the End of the World               | 에마누엘 파르부   | 루마니아                   |
| 2025 | 더 리틀 시스터 La Petite Dernière                      | 하프시아 헤르지   | 프랑스 / 독일              |

## 같이 보기
- 베를린 영화제의 테디상
- 베네치아 영화제의 퀴어사자상